# Кемал Аручи
Кемал Илязи Аручи, известен и като Кемал ефенди, (на македонска литературна норма: Кемал Илјази Аручи, на турски: Kemal İlyazi Aruçi), е югославски османист, османотурски поет, ислямски проповедник (ваиз) и политически затворник в Народна република Македония.

## Животопис
Роден е на 1 август 1920 година в село Врабчище, Гостиварско. Учи във Врабчище, като получава религиозните си знания от своя баща, Абдулвеххаб Ефенди. В 1931 година се записва в медресето Медах в Скопие, където е обучаван от неговия основател Атаулах Куртиш и от Абдулфетах Рауф (Фетах Исхак). По-късно работи като учител в същото медресе – до 1944 година, когато се връща във Врабчище. В родното си село изгражда медресе в двора на джамията Йениджамия и се отдава на проповедническа дейност. В 1946 година медресето е сред затворените от властите.
През 1950 година е осъден на две години затвор за противопоставяне на изисквания на властта относно забулването на мюсюлманските жени и браковете. Прекарва тринадесет месеца в затвора, а след освобождаването си е държан под наблюдение. Започва отново да проповядва в джамията Йениджамия във Врабчище. Неговите интерпретации на земетресението в Скопие през 1963 година предизвикват разрив с улемите от класическата школа и e преследван за предизвикване на обществени вълнения. След като излежава два месеца в затвора, той се завръща към проповядването.
В 1963 година започва работа в Държавния архив на Македония, а от 1970 година работи в Института за национална история.
Почива на 27 август 1977 година. Погребан е във Врабчище.

## Творчество
Като османист Аручи обработва битолски, скопски, тетовски кадийски сиджили, фермани, берати, вакъфнамета и други. Пише научни статии в сътрудничество с Александър Матковски, превежда заедно с Ариф Старова.
Поезията на Кемал Аручи е на османотурски. Пише на религиозни и национални теми, отражение и на копнежа по  османската цивилизация и култура. Кемал Аручи и неговият учител Абдулфетах Рауф са определяни като представители на последното поколение поети на Балканския полуостров, които пишат на османотурски език. Противопоставя се на миграцията от Югославия в Турция след Втората световна война, подчертавайки нейната религиозна недопустимост. Стихотворенията му са публикувани през 1999 година в Скопие от сина му, теолога Мохамед Аручи.

### Съчинения

#### Статии
- „Македонија во хрониката на Мехмед Рашид-Ефенди (1668-1721)“, Гласник на Институтот за национална историjа, г. XIX, бр. 1, Скопје 1975, с. 235-260 (в съавторство с Александър Матковски);
- „Македонија и соседните области во хрониката на Солак Заде (1373-1633)“, Гласник на Институтот за национална историjа, г. XIX, бр. 3, Скопје 1975, с. 233 – 260 (в съавторство с Александър Матковски);
- „Извадоци од две турски хроники за Македонија и соседните области“, Гласник на Институтот за национална историjа, г. XXI, бр. 1, Скопје 1977, стр. 231 – 250 (в съавторство с Александър Матковски);
- „Македонија во Силахдар Тарихи од Ф’нд’кли Силахтар Мехмедага (1668-1694)“, Историја, бр. 2, Скопје 1977, стр. 137 – 160 (в съавторство с Александър Матковски);
- „Македонија во турската хроника ‘Таџут Теварих’ од Хоџа Садудин-ефенди (1361-1520)“, Гласник на Институтот за национална историjа, г. XXIII, бр. 2 – 3, Скопје 1979, стр. 203 – 233 (в съавторство с Александър Матковски);
- „Македонија и соседните области во хрониката ‘Беда-и ул векаи од Коџа Хусеин’ (1328-1491)“, Историја, бр. 2, Скопје 1979, стр. 137 – 176 (в съавторство с Александър Матковски).

#### Преводи
- Турски документи за историјата на македонскиот народ. Серија 1, 1607-1699, том 3 (од јануари 1636 до крајот на 1639 година), Архив на Македонија, Скопје 1969 (в съавторство с Ариф Старова).

#### Поезия
- Kemal Efendi Aruçi - Şiirlerim, Üsküp, Logos-A, 1999 („Моите стихотворения“, Скопие, 1999)
- Aruçi, Kemal Efendi. Vjershat e mia. Paragitur nga Muhammed Aruçi. E shqipëroi nga turqishtja Mithat Hoxha, Shkup :Logos-A, 2000, 340 p. (Моите стихотворения, Скопие, 2000, превод на албански Митхат Ходжа).